# Thomas Wyck
Thomas Wyck (* um 1616 in Beverwijck; begraben am 19. August 1677 in Haarlem) war ein niederländischer Maler und Radierer.

## Leben
Wyck war ein Sohn des Adriaen Wijck (oder Wyck) und hatte eine Schwester Marritgen Adriaensdr. Er wurde ein Schüler des Malers Pieter van Laer in Haarlem und unternahm anschließend einer Reise durch Italien. Er malte anfangs italienische Straßen-, Strand- und Hafenbilder mit Figuren in der Art seines Lehrmeisters und später, nach seiner Rückkehr in die Heimat, Interieurs mit Figuren von Gelehrten und Alchimisten, Marktszenen und Herbergen, römische Ruinenlandschaften oder Bauerninterieurs und Familienszenen in Anlehnung an Cornelis Bega, Jan Miense Molenaer oder Adriaen van Ostade. Im Jahr 1642 wurde er in der Haarlemer St. Lucasgilde aufgenommen, wurde 1658 Kommissär und 1669 Dekan der Gilde.
Die Maler Jan van Huchtenburgh und sein Sohn Jan Wyck wurden seine Schüler. Sein Sohn begleitete ihn um 1660 nach England, ließ sich später dort nieder und wurde Schlachten- und Historienmaler, fertigte aber auch Jagdszenen und Reiterporträts. Sein Gemälde von London und der Themse vor dem Brand 1666 (Großer Brand von London) wurde von Lord Burlington erworben und im Burlington House aufgehängt. Es zeigt von Southwark aus gesehen eine Ansicht mit den Palastgebäuden am Themseufer. Er schuf unterschiedliche Gemälde des Brands von London. Der Porträtmaler Frans Hals fertigte Bildnisse von ihm und seiner Frau Trijntgen an die in den Besitz des kamen. Ein weiteres Porträt seiner Frau wurde von Johannes Corneliszoon Verspronck angefertigt.

## Familie
Am 22/23. Mai 1644 verheiratete Wyck sich mit Trijntgen (Catharina) Adamsdr. Mit ihr hatte er vier Kinder.
- Jan Wyck (1650 oder 29. Oktober 1652 – 26. Oktober 1700)
- ein Kind (*/† 30. September 1656)
- Cornelia Wyck (* 20. Januar 1657)
- Adam Wyck (* 1661)

## Werke (Auswahl)

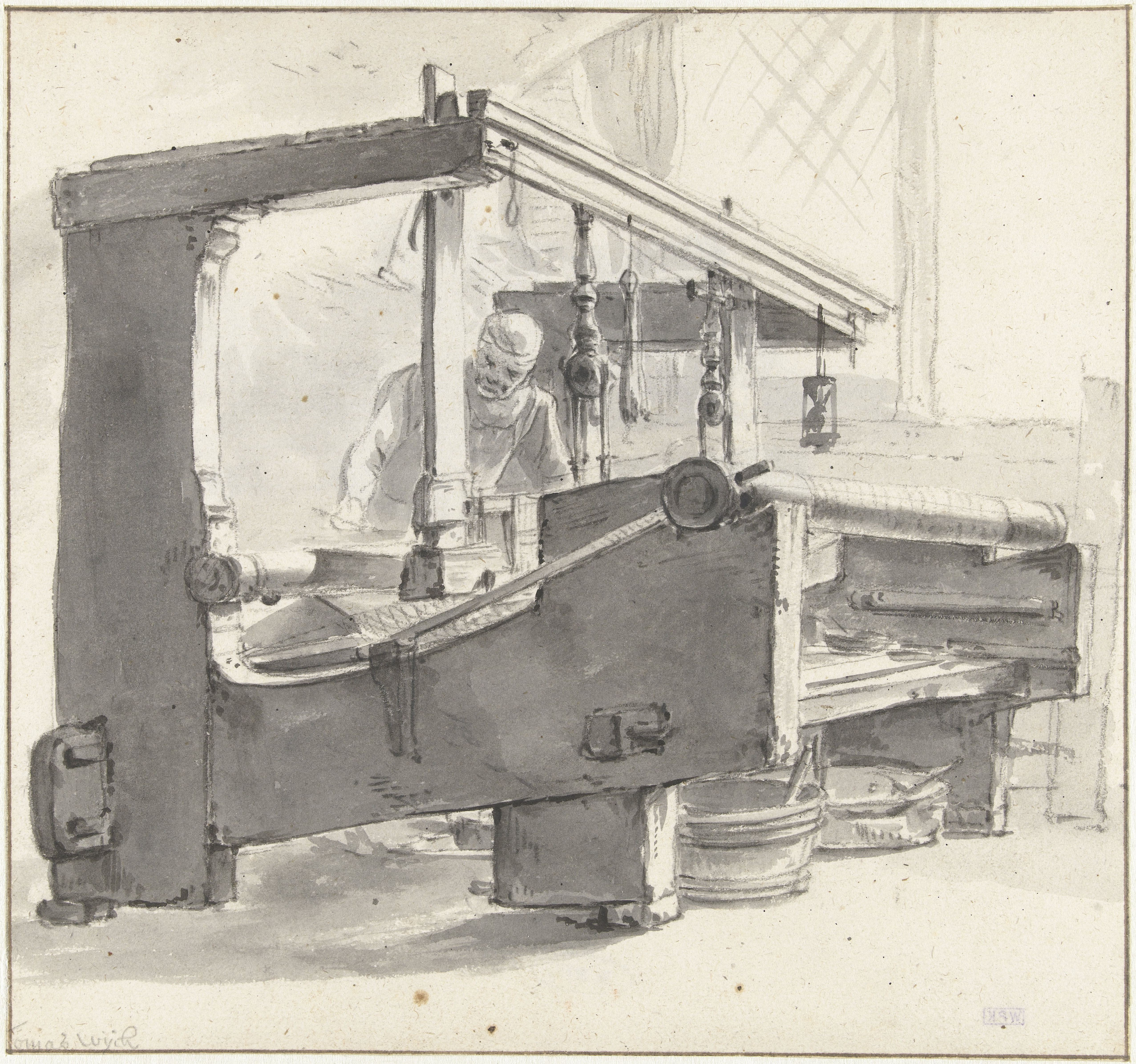
Ein Weber

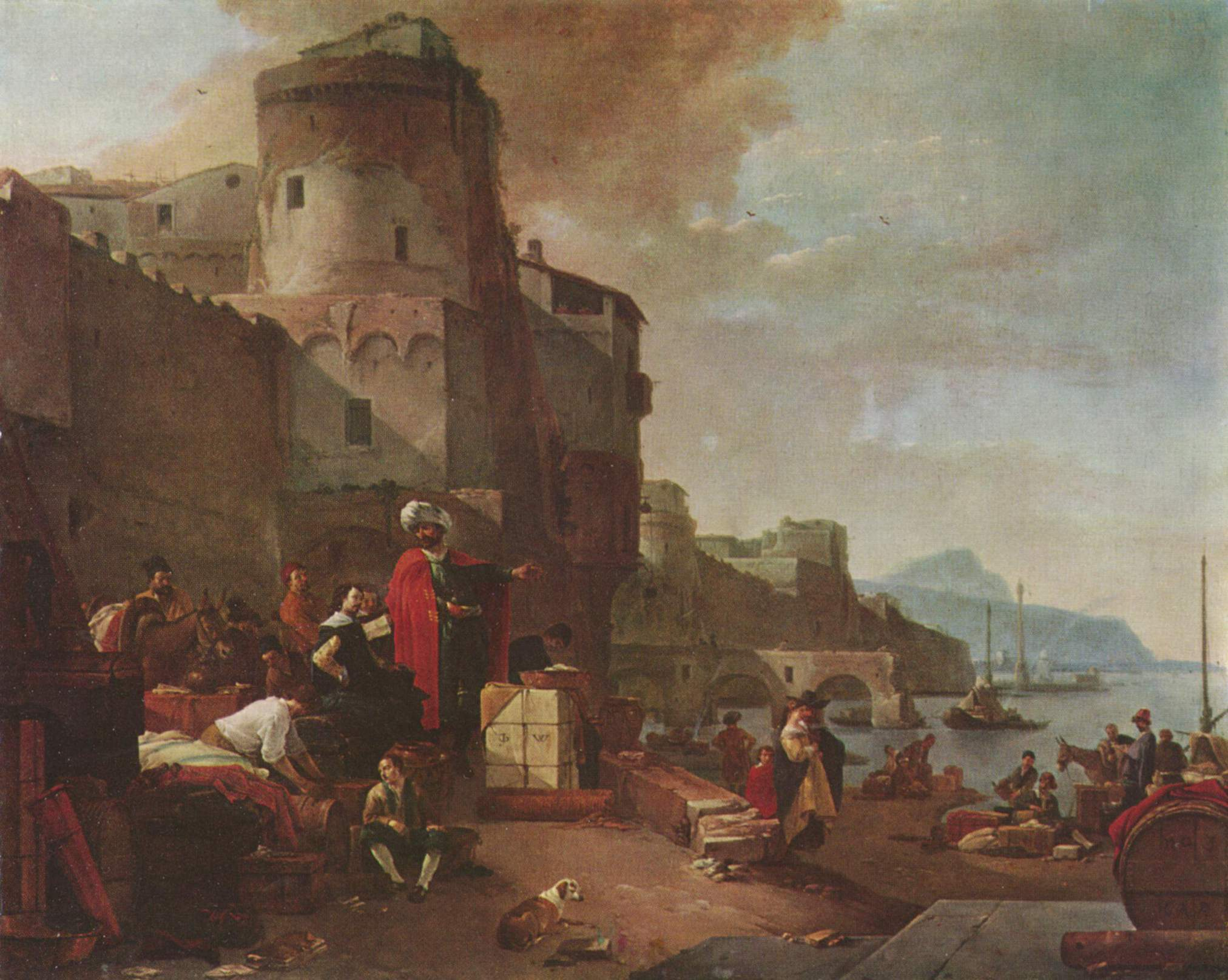
Italienischer Hafen um 1640

- Ein Weber bei der Arbeit am Webstuhl
- Ansicht Londons vor dem Brande
- Der Alchymist mit der Flasche in der Hand
- Der Alchymist mit dem Beutel in der Hand
- Italienisches Strassenbild
- Italienischer Marktplatz
- Italienischer Seehagen
- Italienischer Bauernhof mit Ziehbrunnen
- Die Marina Grande auf Capri
- Am Golf von Neapel

Radierungen
- Ein Mann, der seine Schuhe bindet
- Die Kolonnade
- Der Brunnen